# Pirates et Guerriers

Pirates et Guerriers (忠烈图, Chung lieh tu) est un film taïwanais réalisé par King Hu, sorti en 1975.
Il est exploité en France en dehors du circuit habituel des films d'arts martiaux, sans grand succès. 

## Synopsis
Au XIIIe siècle, des pirates japonais ravagent les côtes chinoises. L'empereur envoie des guerriers mettre fin aux exactions des pirates.

## Fiche technique
- Titre : Pirates et Guerriers
- Titre original : Chung lieh tu
- Réalisation : King Hu
- Scénario : King Hu
- Pays d'origine : Taïwan
- Format : Couleurs - 2,35:1 - Mono - 35 mm
- Genre : Action, drame
- Durée : 102 minutes[2] ; env. 150 minutes (présentation au festival de Cannes[1])
- Date de sortie : 1975 (Asie) ; 18 août 1976 (France)

## Distribution
- Hsu Feng : femme de Wu
- Bai Ying : Wu Jiyuan
- Roy Chiao : Yu Ta-yu
- Wu Jiaxiang
- Chin Yuet-sang
- Han Ying-chieh
- Billy Chan
- Chiang Nan
- Ho Pak-kwong
- Yuen Biao
- Sammo Hung : un chef pirate
- Cheung Wing-fat : un pirate
- Lau Kong
- Li Wen-tai
- Ta Wei
- Tu Kuang-chi
- Tung Wei
- Tu Wei-ho
- Wu Ming-tsai
- Corey Yuen
- Yuen Siu-tien
- Yuen Wah
- Chao Lei : l'empereur